# Luís da Rocha Miranda Sobrinho
Luís da Rocha Miranda Sobrinho, primeiro e único barão do Bananal, (Resende, 7 de agosto de 1836 — Rio de Janeiro, 28 de outubro de 1915) foi um político e fazendeiro brasileiro, tendo sido tenente-coronel da Guarda Nacional e vereador por Bananal, onde cultivava café e gado em diversas propriedades. Filho do comendador Antônio da Rocha Miranda e de Ana Silveira Pompeu de Miranda. Casou-se em primeiras núpcias em 1859 com Amélia Nogueira, e em segundas núpcias em 1876 com Adriana Nogueira Torres. Sua irmã, Ana da Rocha Miranda, casou-se com o visconde de São Francisco.

## Títulos nobiliárquicos e honrarias
Barão do Bananal
Título conferido por decreto imperial em 29 de maio de 1867. Faz referência à cidade paulista de Bananal.

## Descendência
De seu primeiro casamento:
- Rodolfo Nogueira da Rocha Miranda, senador e ministro durante a gestão de Nilo Peçanha. Casou-se com Aretusa Pompéia.
- Luiz Nogueira da Rocha Miranda, casado com Albertina Fonseca Guimarães.
- Eunice da Rocha Miranda, casada com Licínio Chaves Barcelos.
- Augusto Nogueira da Rocha Miranda, casado com Valentina da Fonseca Guimarães.
- Dulcina da Rocha Miranda, casada com Antônio de Carvalho.
- Maria da Rocha Miranda, casada com Alexandre Bernardino de Moura.
- Amélia da Rocha Miranda, casada com Artur Cortines Laxe.
- Aarão da Rocha Miranda.
- Teresa da Rocha Miranda, casada com Francisco Xavier Nogueira Torres.

De seu segundo casamento:
- Jaguanháro Torres da Rocha Miranda, casado com Olga de Modesto Leal, filha do conde de Modesto Leal.
- Julita Torres da Rocha Miranda, casada com José Pompeu de Souza Brasil.
- Lício Torres da Rocha Miranda, casado com Eponina Leite Ribeiro.
- Alcides da Rocha Miranda, casado com Valentina da Fonseca Guimarães, viúva de Augusto Nogueira da Rocha Miranda.
- Áquila da Rocha Miranda, casado com Maria Luísa Tavares Guerra.